# Batman R.I.P.
Batman R.I.P. (Batman R.I.P.) è un arco narrativo pubblicato dalla DC Comics dal maggio al novembre 2008, nella collana Batman, dal n. 676 al n. 681.

## Trama

### Prologo
Nell'ultimo anno il Cavaliere Oscuro è stato tormentato dall'attacco di due emuli. Due poliziotti, apparentemente impazziti, si sono vestiti come Batman e hanno seminato il terrore nelle strade. Uno di loro, dal costume identico ma dotato di una pistola, ha sparato in faccia al Joker sfigurandolo; l'altro, rafforzato dal Venom usato da Bane (il suo costume sembra più quello del criminale, infatti), ha ucciso svariate prostitute e ridotto in fin di vita lo stesso Batman. Durante un sogno, Damian Wayne li ha definiti due "spettri" e profetizzato l'arrivo di un terzo che avrebbe scandito la fine del Cavaliere Oscuro. Quel giorno arriva. Un uomo con un costume alternativo di Batman più terrificante, demoniaco, fa irruzione nel commissariato di Polizia con un lanciafiamme parlando in modo confuso. Bruce interviene defilandosi da un appuntamento con la sua nuova ragazza Jezebel Jet, ma il criminale non si fa sorprendere e lo colpisce in petto con un proiettile esplosivo. La corazza lo salva, ma il violentissimo impatto gli causa un arresto cardiaco. Durante l'incoscienza Bruce ha delle visioni. Si vede proiettato in una realtà parallela in cui un giovane se stesso, al primo anno di attività come Batman, ha perseguitato l'assassino dei suoi genitori, Joe Chill, fino a spingerlo al suicidio (ciò è ispirato, come altre idee di Morrison in questa saga, a una storia della Golden Age). Le sue visioni sono guidate da una versione bizzarra di se stesso, il Batmito, con una creatura mostruosa sulla schiena (simbolo del suo subconscio e del trauma che lo condizionerà per sempre). Ma soprattutto si ricorda di un esperimento a cui si era sottoposto: uno psicologo chiamato Simon Hurt lo aveva convinto a costringersi ad un isolamento forzato di dieci giorni sotto l'influenza di allucinogeni psicotropi. Questo avrebbe aiutato Batman a comprendere meglio i meandri della follia che spinge certi suoi nemici (in particolare il Joker) ad agire senza alcuna logica apparente, in modo imprevedibile, ed avrebbe aiutato il dottor Hurt ad avere il profilo psicologico approfondito dell'uomo con la mente più potente del mondo. A questo esperimento collaborò l'esercito. Quando si sveglia, Batman è legato nel laboratorio in cui un tempo si sottopose a quell'esperimento e davanti a lui c'è il suo emulo. Lo tortura duramente e nel frattempo parla dell'esperimento del dottor Hurt. Lui e i due suoi predecessori erano poliziotti trasformati in "Batmen" da Hurt. Il profilo psicologico ricavato doveva servire a Hurt per plasmare dei nuovi Cavalieri Oscuri con le stesse capacità mentali dell'originale, i quali, nei disegni di esercito e polizia, avrebbero dovuto sostituirlo qualora fosse morto. I soggetti furono tre poliziotti, tutti motivati da un forte trauma. In particolare, il terzo emulo, il più pericoloso, fu traumatizzato dall'assassinio dei suoi familiari, uccisi da satanisti ingaggiati da Hurt per instillare nel suo cuore l'odio. Ma queste capacità vennero solo indotte nella psiche dei poliziotti, capacità che si sarebbero riattivate solo attraverso una parola chiave che avrebbe interrotto l'ipnosi. Il carattere mostruoso di questi esperimenti li portò alla soppressione e la loro esistenza rimase un segreto fra i poliziotti di Gotham che volevano proteggere i loro compagni sottoposti al trattamento (segreto che continuano a celare gelosamente rendendo difficili le indagini di James Gordon). Approfittando della distrazione del suo aguzzino, Batman si libera e lo affronta. Il criminale riesce però a scappare e avverte Batman: il Guanto Nero sta per raggiungerlo. Per distrarsi Bruce accetta una cenetta romantica con la sua nuova ragazza. Lui e Jezebel sembrano in sintonia, ma lei capisce che lui non le sta mostrando il suo vero io. Sfortunatamente la cena viene interrotta da un criminale di serie B che rapisce la ragazza e fa riferimento al Guanto Nero. Bruce si infuria e attacca con violenza il criminale interrogandolo. Jezebel vede Bruce combattere e subito capisce: Bruce Wayne è Batman. Dall'altra parte del mondo Talia Al Ghul sta addestrando Damian Wayne, figlio di lei e di Bruce. Delle voci le arrivano su un'organizzazione chiamata Guanto Nero che vuole uccidere il suo amato. La cosa non può essere permessa e si mette subito in viaggio verso Gotham.

### R.I.P.
Portando insieme un numero di concetti e personaggi esplorati da Grant Morrison durante il suo ciclo come scrittore di Batman, la storia pone l'accento sugli attentati del misterioso Dottor Simon Hurt e del Guanto Nero, l'organizzazione criminale dedita a corrompere i virtuosi e distruggere Batman e tutto ciò che egli rappresenta.
Usando un misto di attacchi sia fisici che psicologici, il Guanto Nero testa la risoluzione di Batman, forzandolo ad adottare temporaneamente, su consiglio del Bat-Mito, l'identità del Batman di Zur-En-Arrh, una personalità costruita da Bruce stesso per mantenere Batman in condizione di combattere nel caso fosse portato all'insania o gli cancellassero la memoria. Viene poi condotto al manicomio Arkham per combattere il Joker.
Pressoché sconfitto, Batman viene sepolto vivo dal Guanto Nero, un gruppo che include anche la fidanzata di Bruce Wayne, Jezebel Jet, che l'ha tradito. Con l'aiuto di Robin e Nightwing Batman riesce però a sovvertire la situazione. Nel confronto finale con il Dottor Hurt, Batman resta apparentemente vittima di un disastro causato dall'esplosione dell'elicottero su cui si trovava.
La storia si conclude con il fato di Batman e la vera identità del Dottor Hurt ancora avvolti nel mistero. Hurt aveva rivelato di essere Thomas Wayne, padre di Bruce. Batman era convinto che il Dottor Hurt fosse in realtà Mangrove Pierce, un attore impazzito. Un molteplice numero di indizi disseminati nel corso del ciclo di Morrison portano a concludere che il Dottor Hurt sia addirittura il Diavolo.

## Edizione italiana
La traduzione in lingua italiana è stata pubblicata dalla Planeta DeAgostini nel volume Batman R.I.P., edito nel novembre 2009.